# (34747) 2001 QC92
2001 QC92 (asteroide 34747) é um asteroide da cintura principal. Possui uma excentricidade de 0.14240130 e uma inclinação de 7.45668º.
Este asteroide foi descoberto no dia 19 de agosto de 2001 por LINEAR em Socorro.